# 南相福
南相福（中国朝鲜语：／，1945年2月—2022年7月14日），男，朝鲜族，吉林敦化人，中华人民共和国政治人物，曾任延边朝鲜族自治州人民政府州长，吉林省人大常委会副主任，第九届全国人大代表。

## 生平
1965年在敦化县参加工作。1985年敦化县改为敦化市后，历任副市长、市委副书记等职。1991年后，历任延边朝鲜族自治州副州长、州委副书记，代州长、州长等职。2003年1月，任吉林省人大常委会秘书长。2005年1月29日补选为吉林省人大常委会副主任。2022年7月14日3时38分在长春逝世。